# التناسب المداري
التناسب المداري خاصية لجسمين يدوران، مثل الكواكب أو الأقمار الصناعية أو الكويكبات، والتي تكون أدوارها المدارية متناسبة.